# غلوفوفاتش
غلوفوفاتش (بالألبانية: Gllogoc)، هي بلدة وبلدية تقع في مقاطعة بريشتينا في وسط كوسوفو. وفقا لتعداد عام 2011، بلغ عدد سكان بلدة غلوفوفاتش 6,143 نسمة، في حين بلغ عدد سكان البلدية 58.531 نسمة.